# Incidentul Iisus
Incidentul Iisus (The Jesus Incident) este un roman științifico-fantastic din 1979 scris de Frank Herbert și de poetul Bill Ransom. Este al doilea roman din Universul WorShip, fiind precedat de Destination: Void și continuat de Efectul Lazăr și  Factorul Ascensiune.

## Prezentare
Cartea are loc la un moment nedeterminat după evenimentelor din Destination: Void. La sfârșitul volumului, echipajul navei a reușit să creeze o conștiință artificială. Noua ființă conștientă, cunoscută acum sub numele de „Navă”, câștigă un nivel de conștientizare care îi permite să manipuleze spațiul și timpul. Nava se transportă instantaneu pe o planetă pe care a decis că echipajul o va coloniza, botezând-o „Pandora”. Prima carte se încheie cu o cerere din partea Navei pentru ca echipajul să învețe cum să se închine (WorShip) sau cum să stabilească o relație cu Nava, o ființă divină.
Acțiunea cărții este împărțită între două setări, interiorul navei care orbitează planeta Pandora și coloniile de pe planetă. În timp ce echipajul original al navei, așa cum este descris în Destination: Void, este format din clone ale unor ființe umane de pe planeta Pământ, în  perioada Incidentul Iisus, echipajul a devenit un amestec de popoare din diverse culturi care au fost acceptate ca membri ai echipajului de către Navă atunci când a vizitat planeta lor, precum și oameni care au fost concepuți și născuți pe navă. Evident, Nava a apărut pe o serie de planete pe măsură ce soarele acelor planete se transforma în novă, implicația fiind că aceste planete erau alte experimente eșuate ale Navei pentru a stabili o relație cu ființele umane. Nava se referă la acestea drept replici ale istoriei umane, ceea ce sugerează că nava însăși a manipulat istoria umană iar și iar.
În capitolele de la începutul romanului, Nava dezvăluie că Pandora va fi un test final pentru rasa umană. Nava trezește din hibernare pe preotul/psihiatrul Raja (parte din echipajul original din  destinația Destination: Void) și îi dezvăluie natura reală a acestui test. Flattery trebuie să ajute oamenii să treacă testul Navei sau altfel riscă distrugerea rasei umane. Flattery își asumă numele de Raja Thomas pentru a-și ascunde identitatea sa reală față de ceilalți membri ai echipajului.
Suprafața planetei Pandora este formată din 80% apă, iar marea este dominată de un tip de algă care pare să fie simțitoare. Pământul planetei este copleșit de o serie de prădători mortali care sunt ucigași eficienți, ceea ce face ca oamenii de la suprafața planetei să se adapteze la un stil de viață extrem de stresant, cu traiul lor de fortăreață. Fortăreața principală este cunoscută sub numele de Colonia, un oraș mic care este predominant subteran. În perioada de început a romanului Incidentul Iisus, au existat deja trei încercări eșuate de colonizare a suprafeței. Actuala colonie a inițiat un al doilea sit de colonizare, cunoscut sub numele de The Redoubt (Reduta).
Pe lângă Raja Flattery, mai multe personaje principale apar în această narațiune. Morgan Oakes este administratorul șef al echipajului și al coloniștilor, el este provocatorul central ale cărui acțiuni determină conflictul. Jesus Lewis este asistentul său principal, precum și un bioinginer. Kerro Panille este un poet care are o relație specială cu Nava. Legata Hamill este asistent administrativ și analist de date pentru Morgan Oakes. Planeta Pandora însăși cu locuitorii săi non-umani este un alt personaj principal al cărții. Pe măsură ce cartea progresează, cititorul descoperă că algele, hylighters-ul și alte creaturi ale planetei par a fi interconectate ca o entitate mare cu o conștiință comună, Avata.
Jesus Lewis este managerul și omul de știință principal al Laboratorului 1, care este o instalație de inginerie genetică care lucrează cu clone modificate genetic ale ființelor umane pentru a dezvolta o clasă de ființe umane proiectate care să poată supraviețui prădătorilor de pe Pandora. Clonele sunt privite ca instrumente organice la fel ca în primul roman în care clonele sunt trimise în nave spațiale special pregătite pentru a crea o conștiință artificială. Există o distincție socială clară între clone și ființele umane născute în mod natural, o distincție care în cele din urmă duce la izbucnirea unei serii de bătălii și confruntări (rebeliuni de sclavi) între oamenii naturali și clone pe măsură ce conflictul izbucnit din cauza aprovizionării cu alimente și alocarea riscului escaladează. 
Celălalt proiect major al Laboratorului 1 este acela de a crea un instrument care să elimine algele care trăiesc în mările Pandora. Acestea sunt considerate de conducerea administrației Oakes ca fiind un impediment major pentru exploatarea mărilor ca sursă de hrană.

## Teme majore
Cartea se ocupă cu concepte cum ar fi inteligența artificială, închinarea, alocarea resurselor și violența religioasă. Clonele și ingineria genetică duc la teme ca rasismul. Una din temele majore este conducerea și modul în care valorile conducătorilor influențează o societate prin acțiunile lor. Există ecouri ale explorării pe care o face Herbert în privința efectului lăcomiei asupra liderilor din cadrul unei societăți, precum și modul în care conducătorii lacomi vor deforma o societate în scopul de a-și consolida propria putere; o temă majoră în cărțile din seria Dune, dar și în Experimentul Dosadi.
Cartea face mai multe trimiteri și la romanul scriitoarei Mary Shelley, Frankenstein, ca o analogie a relației dintre om și Navă.

## Influențe asupra altor lucrări
Decorul din Avatarul lui James Cameron are asemănări mari cu romanul Pandora. Incidentul Isus. Planeta are un nivel de interconectare global, plante conștiente de care toate formele de viață de pe planetă sunt dependente. Planetele poartă chiar același nume, Pandora, iar pe fiecare dintre acestea apare un conflict între oameni cu tehnologie (în carte oamenii de pe nava spațială, în Avatar Compania/pușcașii marini) și oamenii subjugați de această tehnologie (clonele din carte, băștinașii din Avatar).

## Traduceri în limba română
A apărut în Colecția Nautilus SF nr. 64 de la Editura Nemira în 1995 și a fost retipărit în martie 2006 (nr. 14 al noii colecții Nautilus). Traducător: Emilian Bazac